# Hauteville House

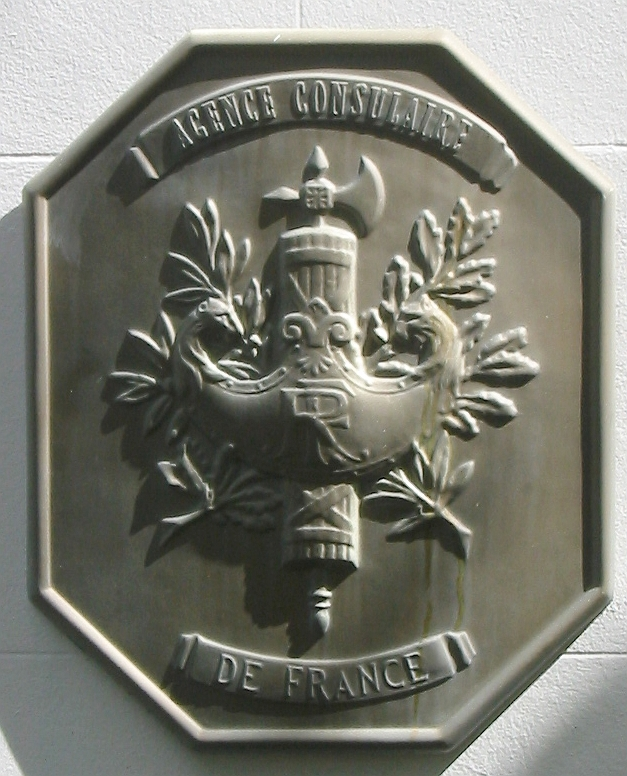
Symbol konsulatu francuskiego na ścianie Hauteville House

Hauteville House – dom zlokalizowany na ulicy Hauteville 38 w mieście Saint Peter Port na wyspie Guernsey, w którym w czasie swojego dobrowolnego wygnania z Francji żył i tworzył Wiktor Hugo. Obecnie część budynku mieści honorowy konsulat Francji, część zaś - ekspozycję poświęconą pisarzowi. Dla publiczności otwarte są również ogrody sąsiadujące z domem. 

## Historia
Dom został wzniesiony na przełomie XVIII i XIX wieku dla Williama Ozanne'a, który opuścił go ze względu na złą reputację budynku - istniała legenda, że nawiedza go duch nieznanej z imienia samobójczyni. Wiktor Hugo nabył budynek 18 maja 1856, by zapewnić sobie spokojny pobyt na Guernsey; zgodnie z prawodawstwem lokalnym żaden posiadacz nieruchomości na wyspie nie mógł być z niej wydalony. Koszt zakupu - ok. 24 tys. franków - pokryły wpływy z wydania tomu poezji Kontemplacje. 
Hugo sfinansował przebudowę budynku, w którym ostatecznie żył przez czternaście lat. Po powrocie do Francji odwiedził Hauteville House tylko raz, w lecie 1878. W obiekcie powstały całkowicie lub w poważnej części jedne z najważniejszych dzieł pisarza - powieść Nędznicy i poemat Legenda wieków, jak i utwory Pracownicy morza, Rok dziewięćdziesiąty trzeci, Piosenki ulic i lasów oraz szereg dzieł poetyckich. Od 1927, zgodnie z decyzją spadkobierców pisarza, dom jest formalnie własnością mera Paryża.

## Architektura
Hauteville House jest budynkiem bezstylowym, trójkondygnacyjnym, z kwadratowymi oknami równomiernie rozmieszczonymi na fasadzie i umieszczonym na najwyższym piętrze oszklonym gabinetem z widokiem na morze. Cały gmach malowany jest na biało, od strony ulicy wejście do niego prowadzi przez drzwi ze skromnym portalem, od strony ogrodu posiada loggię z portykiem. 